# Ćwirki (obwód miński)
Ćwirki (biał. Цвіркі, Cwirki; ros. Цвирки, Cwirki) – wieś na Białorusi, w obwodzie mińskim, w rejonie stołpeckim, w sielsowiecie Świerżeń Stary.
Współcześnie w skład miejscowości wchodzą dawne zaścianki Ćwirki, Horbacze i Parchimowicze.

## Historia
W dwudziestoleciu międzywojennym Ćwirki, Horbacze i Parchimowicze leżały w Polsce, w województwie nowogródzkim, w powiecie stołpeckim, w gminie Mir. Demografia w 1921 przedstawiała się następująco:
- Ćwirki – 136 mieszkańców, zamieszkałych w 23 budynkach, w tym 130 rzymskich katolików i 6 prawosławnych
- Horbacze – 65 mieszkańców, zamieszkałych w 11 budynkach, w tym 42 rzymskich katolików i 23 prawosławnych
- Parchimowicze – 36 mieszkańców, zamieszkałych w 6 budynkach, w tym 35 rzymskich katolików i 1 prawosławny

Wszystkie zaścianki zamieszkiwali wyłącznie Polacy.
Po II wojnie światowej w granicach Związku Sowieckiego. Od 1991 w niepodległej Białorusi.

## Ludzie związani z miejscowością
- Iwan Bahatka – białoruski dziennikarz i polityk, urodzony w Ćwirkach